# Macromedia Freehand
FreeHand is een computerprogramma voor het maken van vectortekeningen en beperkte beeldbewerking. FreeHand was een van de eerste grafische programma's om vectorgeoriënteerd illustratiemateriaal te kunnen maken en te manipuleren. Freehand is sinds 2007 niet meer verder ontwikkeld maar functioneert nog steeds probleemloos onder MSWindows (t/m Windows11), zowel op 32 als 64 bits systemen.

## Geschiedenis
FreeHand werd door het softwarebedrijf Altsys ontwikkeld en door Aldus Corporation in 1988 op de markt gebracht. Het doel van FreeHand was om hoogwaardige digitale illustraties te maken bij publicaties die door middel van Desktop publishing (DTP) werden vervaardigd. De DTP-wereld voor professionele ontwerpers en uitgevers stond destijds nog in de kinderschoenen en was mogelijk gemaakt met de uitvinding van PostScript. Kort gezegd ontstond hiermee een mogelijkheid om grafische producten te maken met gebruikmaking van een Personal computer.
Aldus Corporation bood de uitgevers van boekwerken twee programma's aan: PageMaker voor het maken van lay-out voor publicaties en FreeHand voor het maken van vectorgeoriënteerd illustratiemateriaal.
FreeHand werd geschreven voor Apple Macintosh, en vanaf 1991 ook voor Microsoft Windows
FreeHand was aanvankelijk populair binnen de uitgeversbranche, maar had echter vanaf het begin concurrentie van het programma Adobe Illustrator. FreeHand onderscheidde zich overigens met een betere gebruikersinterface, die intuïtiever werkte en daardoor gemakkelijker aan te leren was. De concurrentiestrijd tussen de diverse softwarehuizen was in de late jaren '80 hard, want talloze uitgevers, ontwerpers, en reclamebureaus stapten over van uitbestedingen aan zetters en lithografen naar DTP-productie in eigen huis. Een andere concurrent van FreeHand was CorelDRAW. Binnen de professionele grafische wereld werd dat programma nauwelijks gebruikt, aangezien het uitsluitend voor Windows werd en wordt geschreven, terwijl de vormgevers destijds uitsluitend op het Macintosh-platform werkten.
Ondanks de betere gebruiksvriendelijkheid dan Adobe Illustrator kreeg FreeHand in de reclamewereld niet echt een voet tussen de deur. Dat kwam vooral omdat het minder compatible was met PostScript, waardoor het productieproces van FreeHandbestanden omslachtiger verliep èn de bestanden gevoeliger waren voor storingen. In 1993 werd Adobe Illustrator versie 5 gelanceerd, waarmee dat programma de achterstand op gebruikersgemak volledig weg wist te werken, het grotere marktaandeel wist te behouden en zelfs uit te breiden. FreeHand behield vooral een belangrijk marktaandeel bij (boek- en tijdschrift)uitgeverijen, cartografen en infographics-redacties.
In 1994 werd Aldus Corporation overgenomen door Adobe Systems. Door de ontwikkelaar en eigenaar Altsys werden de verkooprechten op FreeHand teruggenomen, en overgedragen aan software-ontwikkelaar Macromedia. De marktverhoudingen lagen vanaf het midden van de jaren '90 in de DTP-wereld echter vast en alleen in de marge vonden nog wisselingen plaats; nieuwe professionele DTP-gebruikers werden vanaf die tijd nauwelijks meer gevonden. Macromedia FreeHand werd doorontwikkeld tot 2003, waarmee het programma met de MX-versie steeds meer compatibiliteit met andere Macromediaproducten kreeg, zoals Flash, Dreamweaver en FireWorks; programma's voor de interactieve wereld, die zeer populair waren, en waarop FreeHand meeliftte.

## Stopzetting
In 2005 echter werd ook Macromedia overgenomen door Adobe, waarmee de toekomst van FreeHand bezegeld werd. Uiteindelijk moesten de gebruikers van FreeHand overstappen naar Illustrator. In 2006 maakte Adobe officieel bekend dat gestopt werd met de verdere ontwikkeling van FreeHand. Als handreiking aan de gebruikers van Freehand werd voor Illustrator met versie CS4 een grote mate van compatibiliteit met FreeHand-bestanden gezorgd.